# Arugisa lutea
Arugisa lutea là một loài bướm đêm trong họ Erebidae.